# برونسون
برونسون (باليابانية:武論尊)، واسمه الحقيقي يوشيوكي أوكامورا (باليابانية:岡村 善行) من مواليد 1947م ، وهو رسام محترف وعمل القصص المصورة، وكان أشهرها قبضة نجم الشمال.

## أعماله
كان يعمل في القوات الجوية للدفاع الذاتي في اليابان في الفترة من عام 1967م إلى عام 1969م، وبدأ في الثمانيات من القرن العشرين يرسم ويؤلف عن القصة المصورة عن قبضة نجم الشمال.

## المصدر
1. ↑  "小学館漫画賞：歴代受賞者" (باليابانية). Shogakukan. Archived from the original on 2015-08-05. Retrieved 2007-08-19.

## وصلات خارجية
- برونسون على موقع IMDb (الإنجليزية)
- برونسون على موقع قاعدة بيانات الفيلم (الإنجليزية)
- برونسون على موقع كينوبويسك (الروسية)
- برونسون على موقع ANN person (الإنجليزية)

- برونسون في موقع مانغا باللغة اليابانية.
- أعمال برونسون في موقع مانغا-غاي باللغة اليابانية.